# 玛利诺外方传教会

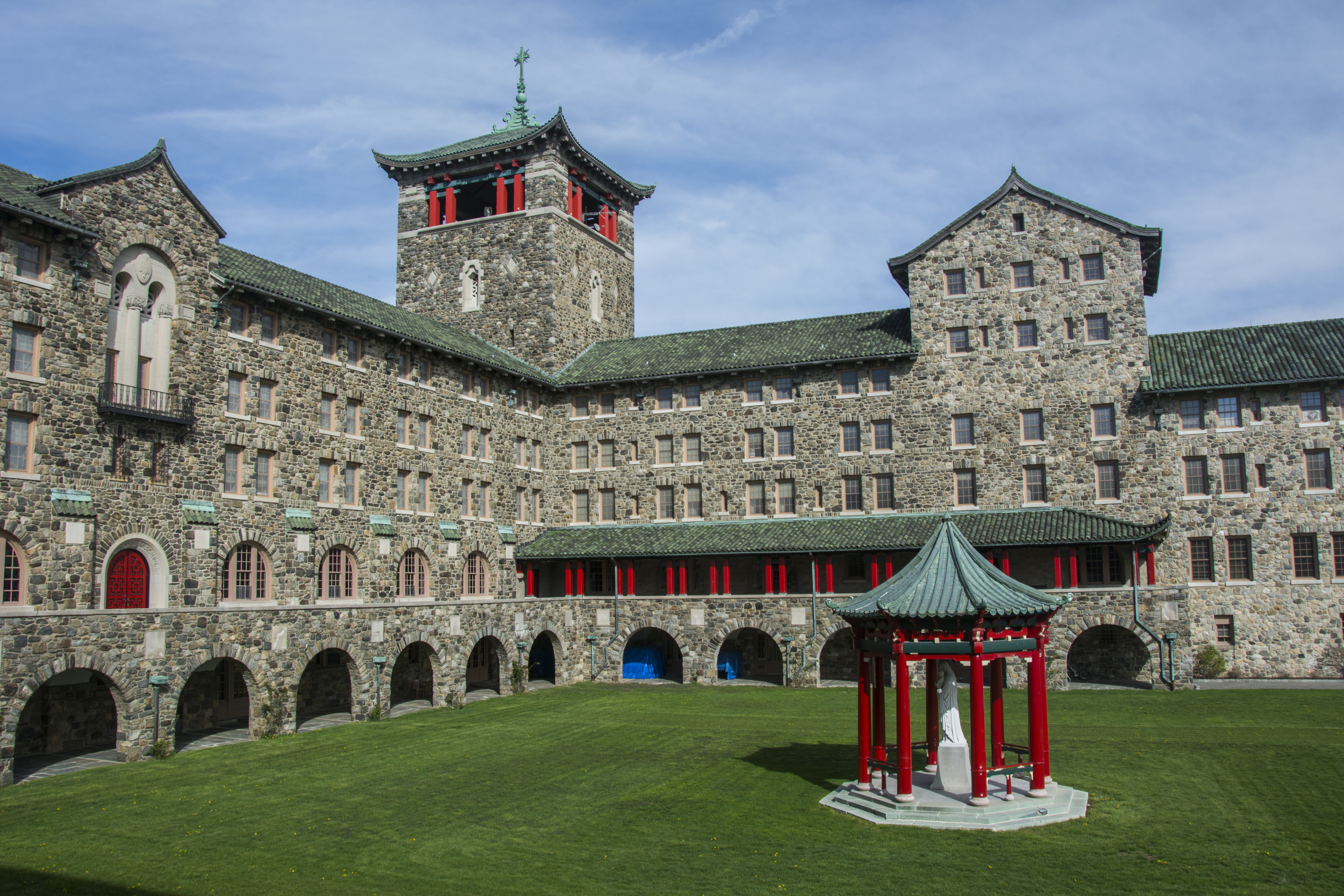
玛利诺外方传教会在纽约州的总部，其明显的中式风格象征其对远东地区的传教事业的历史与纪念

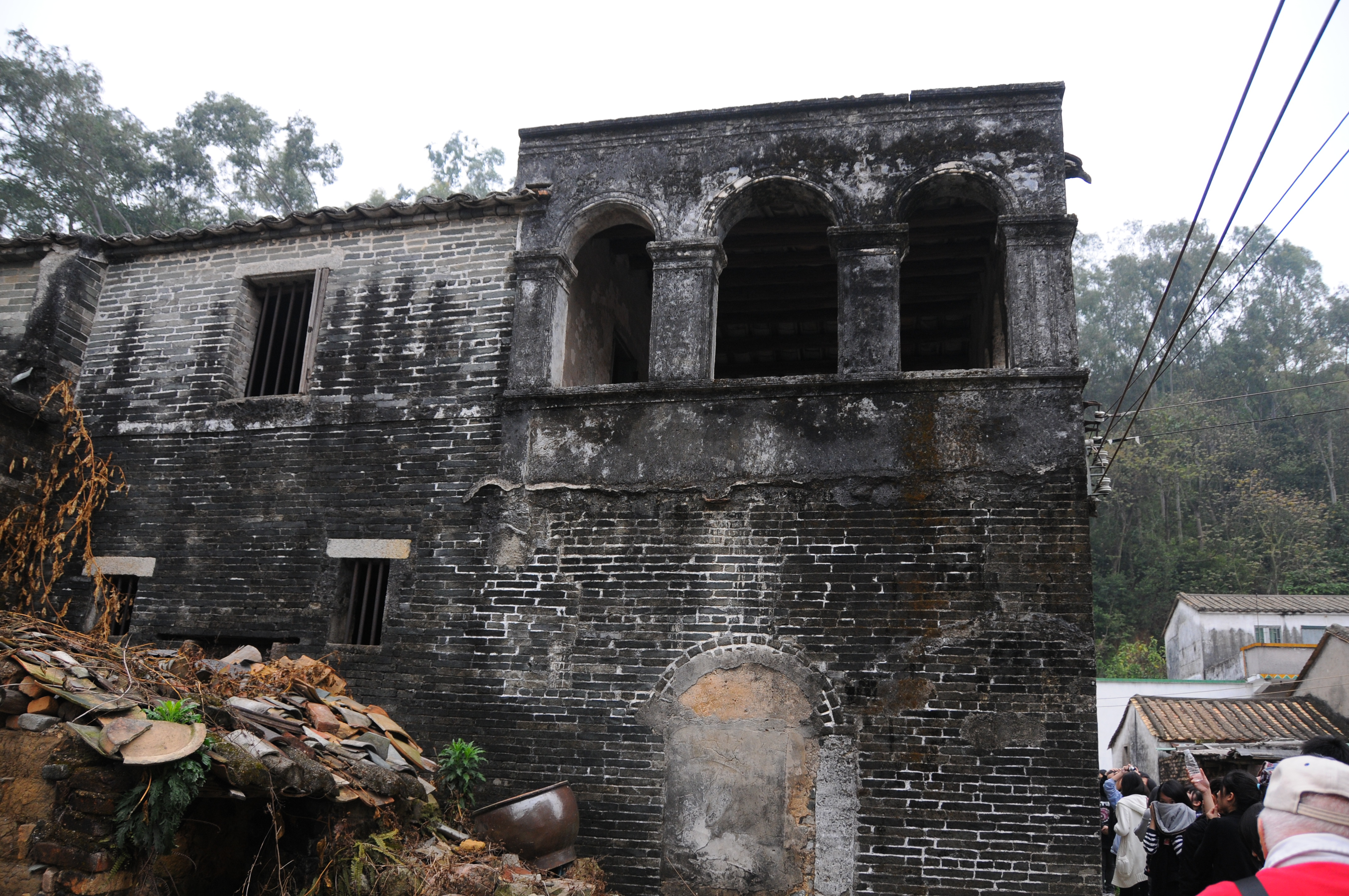
瑪利諾神父會於台山赤溪田頭圩開辦的孤兒院及學校遺址。根據現已定居香港基督勞工堂的譚建平神父（Fr. Thomas Anthony Peyton）憶述，這裡是瑪利諾會在中國開展救濟工作的發源地。照片攝於2011年3月20日

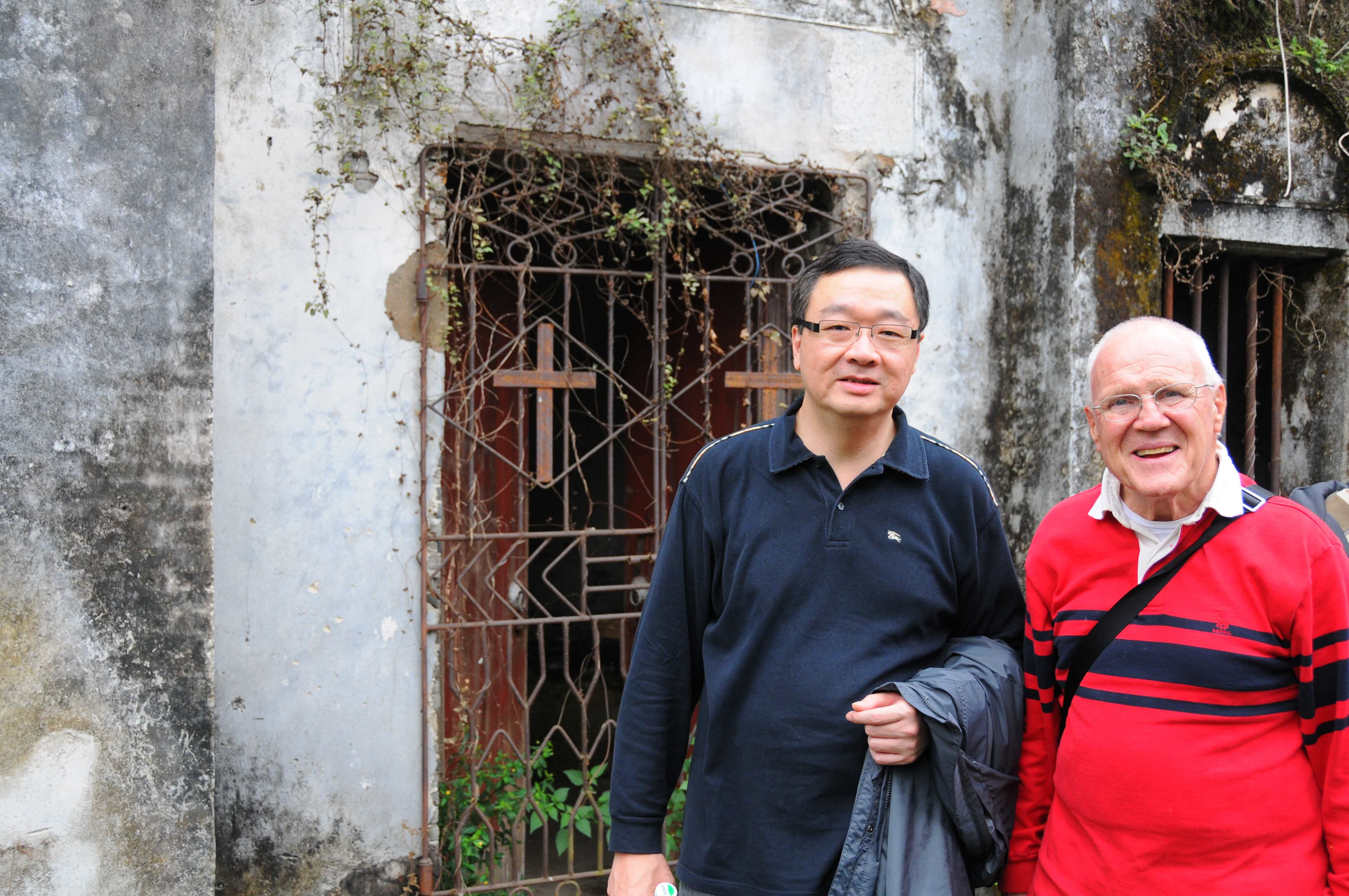
現居香港的瑪利諾會士譚建平神父（Fr. Thomas Anthony Peyton）和香港瑪利諾中學校長賴永春先生。攝於廣東省台山赤溪田頭圩孤兒院及學校遺址前

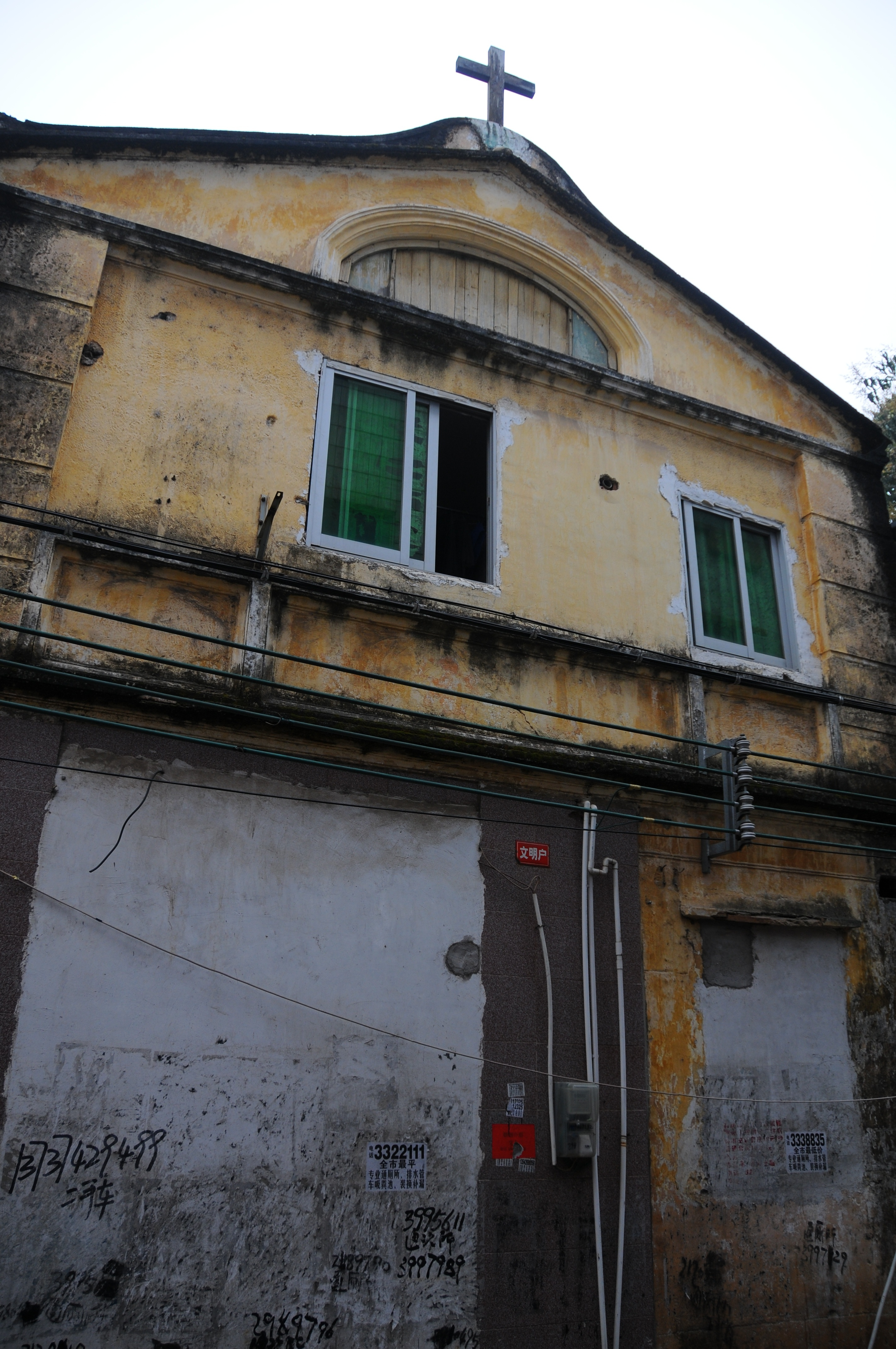
根據現已定居香港基督勞工堂的譚建平神父 (Fr. Thomas A. Peyton) 憶述，這是瑪利諾神父會於中國建立的第一所教堂，位於廣東省陽江市。教區座堂現己遷往附近的陽江露德聖母堂。這所舊建築物亦已改為小旅館，仍由教區管理，收入用於教區

玛利诺外方传教会（英語：Maryknoll Society），官方名称美国天主教外方传教会（英語：Catholic Foreign Mission Society of America，简称），是美国第一个天主教传教修会。玛利诺（Maryknoll）是其在纽约总部地名的音譯；是小山的意思，是聖母瑪利亞的英文名稱，所以原意为圣母山。相比「美國天主教外方傳教會」，「瑪利諾」這名稱簡單易記、發音容易，兼且美國天主教外方傳教會所開辦學校多採用瑪利諾這名字，學生及社會人士熟識瑪利諾者為數不少，所以該會漸漸地也自稱「瑪利諾會」。
玛利诺外方传教会于1911年成立于美国纽约州威彻斯特县奥西宁，由两位神父，华尔实（James Anthony Walsh，1867-1936）和波拉斯（香港及台灣譯為「博智」或「普瑞斯」神父，Thomas Frederick Price，1860-1919）发起。1918年，玛利诺外方传教会派出的第一批传教士到达中国广东省。目前，玛利诺外方传教会拥有超过550名传教士，分布于拉丁美洲、非洲以及亚洲的台湾、香港、日本、韩国、菲律宾等地。

## 在华传教
1918年末，波拉斯（香港及台灣譯為「普瑞斯」）、华理柱、福尔德（Francis Xavier Ford）及馬奕猷（Fr. Bernard F Meyer）這4名第一批来华玛利诺神父到达中国广东省阳江县。他们是最早来华的美国天主教神父。此后，玛利诺外方传教会陆续接管了5个教区：江门教区（1924）、嘉应教区（1925）、梧州教区（1930）、抚顺教区（1932）、桂林监牧区（1938）。是第一次世界大战以后成长最快的一个在华天主教修会。
1924年，教廷从广州教区划出新会、台山、阳江、赤溪、茂名、信宜、电白、罗定、郁南、花县、云浮等县成立江门教区，交给玛利诺会负责。江门教区至民国26年，有外国传教士50多人，中国传教士12人，教徒7000余人；至中华人民共和国成立前，有教职人员70余人，教徒达12800人。
1925年，玛利诺传教会又接管了从汕头代牧区分出的嘉应自治区，主教福尔德（Francis X. Ford），下辖梅县、兴宁、蕉岭、五华、平远、龙川、和平、连平8县，有教堂10座（另5座尚未竣工），小堂37座，教徒4000余人；1935年有外国神父26人，教徒23000余人。1935年獲奉委為該會第一位主教。
1925年，梧州教务脱离广西改属江门。1930年设立梧州自治区，1934年升为监牧区。
1933年，桂林也由南宁代牧区移交给梧州教区，1938年成为监牧区。
1925年，玛利诺传教会到东北传教，1932年接管了从沈阳教区分出的抚顺监牧区。
中國共產黨統治中國大陸的1949年以后，所有在华傳教的基督天主教主教神父牧師均都受到了严厉的镇压：嘉应教区福尔德主教于1952年2月21日死于狱中；江門教区主教华理柱（James Edward Walsh，1891-1981），1936年回国任马利诺外方传教会的第二任总会长，1948年再度来华，出任天主教教务协进会秘书长，在1958年10月18日在上海被判处20年徒刑，直到1970年7月10日，因中美关系将要有重大变化，才被提前释放，成为最后一个离开中国的西方传教士。
瑪利諾神父會於1963年在香港開辦了一所名為「華德學校」的小學以表揚華理柱神父在華傳教的辛勞。瑪利諾神父會亦於1969年在香港開辦一所名為「柏德學校」的小學以紀念另一位來華傳教的瑪利諾會士柏增神父的辛勞。瑪利諾神父會也在1952年在香港開辦一所名為福德學校的小學以紀念福爾德神父的辛勞。這是瑪利諾神父會在二戰後在香港所開辦的第一所學校。華德、福德和柏德三所學校，現已全部交還天主教香港教區管理。
1950年10月6日，教廷将台湾中部台中、南投、彰化、云林等县从高雄监牧区分出，成立为台中监牧区，并于1951年1月26日委任玛利诺会的蔡文兴神父（William F.Kupfer）为首任主教。於是原来在大陆传教的玛利诺会士神父陆续来台传教。此後瑪利諾會的會士增加，在台北、新竹、台南、高雄等教區傳教或從事社會服務。目前還有32位瑪利諾會士在台灣工作。
因無力繼續辦學，瑪利諾外方傳教會於2020年向天主教香港教區申請，交還在港開辦的最後四所學校，並獲批准。隨著該等學校於2023年9月1日起移交教區營辦，此會在港辦學的歷史劃上句號。

## 註解
1. ↑  分別為天主教柏德學校、瑪利諾中學，及瑪利諾神父教會學校中、小學部。

### 引用
1. ↑  . 天主教博智小學.   [2025-04-30].
2. 1 2  （繁體中文） BARRY, Peter (溫順天神父),  (Masters thesis), 台灣大學歷史學研究所, 1977
3. ↑  .   [2011-05-14]. （原始内容存档于2011-07-24）.
4. ↑  .   [2011-05-14]. （原始内容存档于2011-08-11）.
5. ↑  . 瑪利諾中學. 2023-08-11  [2023-08-13].

### 书籍
- 顾保鹄：《台湾天主教修会简介》（台中：光启出版，1968年）。
- Jean-Paul Wiest：Maryknoll in China: A History, 1918-1955. (Armonk, New York: M. E. Sharpe, 1988).